# 7a etapa del Tour de França de 2011
La 7a etapa del Tour de França de 2011 es disputà el divendres 8 de juliol de 2011 sobre un recorregut de 218 km entre Le Mans i Châteauroux. El vencedor final fou el britànic Mark Cavendish (Team HTC-High Road), que d'aquesta manera aconseguia la seva segona victòria en aquesta edició del Tour.

## Perfil de l'etapa
Segona etapa més llarga de la present edició del Tour de França entre Le Mans i Châteauroux. És l'etapa més plana de totes les que es disputaren, sense cap mena de dificultat orogràfica. L'esprint intermedi de l'etapa es troba a Buzançais (km 192,5).

## Desenvolupament de l'etapa
Yannick Talabardon (Saur-Sojasun) inicià els atacs només sortir, i amb ell marxaren Mickaël Delage i Gianni Meersman (FDJ) i, dos quilòmetres més tard, Pablo Urtasun Pérez (Euskaltel–Euskadi). La diferència respecte al gran grup arribà a ser de 8' 10" al km 75, però la feina del Garmin-Cervélo i el Team HTC-High Road anà reduint les diferències, sent encara de 2' 45" al km 160. Mentrestant Tom Boonen posà peu a terra per culpa dels dolors provocats per una caiguda dos dies abans.
A manca de 38 km per a l'arribada, i quan el gran grup circulava a 60 km/h, es produí una nombrosa caiguda que provocà l'abandonament de Bradley Wiggins (Team Sky) i Rémi Pauriol (FDJ) i que Chris Horner perdés més de 12' en l'arribada. El balanç mèdic de l'incident és significatiu, igual que el seu impacte en els esdeveniments de l'etapa. El gran grup es dividí i pel darrere quedaren alguns dels grans esprintadors, com ara Tyler Farrar.
A manca de 12 km els escapats foren engolits pel gran grup i en l'esprint final Mark Cavendish Team HTC-High Road s'imposà per davant d'Alessandro Petacchi (Lampre-ISD i André Greipel (Omega Pharma-Lotto). Thor Hushovd mantingué el lideratge, però José Joaquín Rojas recuperà el mallot verd i Robert Gesink es va fer amb el dels joves.

## Esprints
| Primer  | Mickaël Delage      | 20 pts |
| Segon   | Gianni Meersmann    | 17 pts |
| Tercer  | Yannick Talabardon  | 15 pts |
| Quart   | Pablo Urtasun Pérez | 13 pts |
| Cinquè  | Mark Cavendish      | 11 pts |
| Sisè    | José Joaquín Rojas  | 10 pts |
| Setè    | Mark Renshaw        | 9 pts  |
| Vuitè   | Philippe Gilbert    | 8 pts  |
| Novè    | Maxime Monfort      | 7 pts  |
| Desè    | Linus Gerdemann     | 6 pts  |
| Onzè    | Tony Martin         | 5 pts  |
| Dotzè   | Fränk Schleck       | 4 pts  |
| Tretzè  | Marcus Burghardt    | 3 pts  |
| Catorzè | José Ivan Gutierrez | 2 pts  |
| Quinzè  | Fabian Cancellara   | 1 pt   |

| Primer  | Mark Cavendish      | 45 pts |
| Segon   | Alessandro Petacchi | 35 pts |
| Tercer  | André Greipel       | 30 pts |
| Quart   | Romain Feillu       | 26 pts |
| Cinquè  | William Bonnet      | 22 pts |
| Sisè    | Denís Galimziànov   | 20 pts |
| Setè    | Thor Hushovd        | 18 pts |
| Vuitè   | Sébastien Turgot    | 16 pts |
| Novè    | José Joaquín Rojas  | 14 pts |
| Desè    | Sébastien Hinault   | 12 pts |
| Onzè    | Jérôme Pineau       | 10 pts |
| Dotzè   | Arnold Jeannesson   | 8 pts  |
| Tretzè  | Borut Božič         | 6 pts  |
| Catorzè | Philippe Gilbert    | 4 pts  |
| Quinzè  | Nicolas Roche       | 2 pts  |

## Classificació de l'etapa
|    | Ciclista            | Equip              | Temps      |
| -- | ------------------- | ------------------ | ---------- |
| 1  | Mark Cavendish      | Team HTC-High Road | 5h 58' 53" |
| 2  | Alessandro Petacchi | Lampre-ISD         | m. t.      |
| 3  | André Greipel       | Omega Pharma-Lotto | m. t.      |
| 4  | Romain Feillu       | Vacansoleil-DCM    | m. t.      |
| 5  | William Bonnet      | FDJ                | m. t.      |
| 6  | Denís Galimziànov   | Team Katusha       | m. t.      |
| 7  | Thor Hushovd        | Garmin-Cervélo     | m. t.      |
| 8  | Sébastien Turgot    | Team Europcar      | m. t.      |
| 9  | José Joaquín Rojas  | Movistar Team      | m. t.      |
| 10 | Sébastien Hinault   | AG2R La Mondiale   | m. t.      |

## Classificació general
|    | Ciclista       | Equip              | Temps       |
| -- | -------------- | ------------------ | ----------- |
| 1  | Thor Hushovd   | Garmin-Cervélo     | 28h 29' 27" |
| 2  | Cadel Evans    | BMC Racing Team    | + 1"        |
| 3  | Frank Schleck  | Team Leopard-Trek  | + 4"        |
| 4  | David Millar   | Garmin-Cervélo     | + 8"        |
| 5  | Andreas Klöden | Team RadioShack    | + 10"       |
| 6  | Jakob Fuglsang | Team Leopard-Trek  | + 12"       |
| 7  | Andy Schleck   | Team Leopard-Trek  | + 12"       |
| 8  | Tony Martin    | Team HTC-High Road | + 13"       |
| 9  | Peter Velits   | Team HTC-High Road | + 13"       |
| 10 | Robert Gesink  | Rabobank ProTeam   | + 20"       |

|    | Ciclista           | Equip              | Total   |
| -- | ------------------ | ------------------ | ------- |
| 1r | José Joaquín Rojas | Movistar Team      | 167 pts |
| 2n | Philippe Gilbert   | Omega Pharma-Lotto | 156 pts |
| 3r | Mark Cavendish     | Team HTC-High Road | 150 pts |

|    | Ciclista          | Equip           | Total |
| -- | ----------------- | --------------- | ----- |
| 1r | Johnny Hoogerland | Vacansoleil-DCM | 4 pts |
| 2n | Anthony Roux      | FDJ             | 3 pt  |
| 3r | Cadel Evans       | BMC Racing Team | 2 pt  |

|    | Ciclista          | Equip            | Temps       | Temps |
| -- | ----------------- | ---------------- | ----------- | ----- |
| 1r | Robert Gesink     | Rabobank ProTeam | 28h 29' 47" |       |
| 2n | Rein Taaramae     | Cofidis          | + 1' 53"    |       |
| 3r | Arnold Jeannesson | FDJ              | + 2' 17"    |       |

|    | Equip             | Temps       | Temps |
| -- | ----------------- | ----------- | ----- |
| 1r | Garmin-Cervélo    | 84h 39' 01" |       |
| 2n | Team Leopard-Trek | + 4"        |       |
| 3r | Team RadioShack   | + 10"       |       |

## Abandonaments
- Tom Boonen (QuickStep Cycling Team). Abandona per culpa d'una caiguda patida dos dies abans.
- Bradley Wiggins (Team Sky). Abandona per culpa d'una caiguda patida a manca de 38 km per a l'arribada.
- Rémi Pauriol (FDJ). Abandona per culpa d'una caiguda patida a manca de 38 km per a l'arribada.